# Fritz Heitmann
Fritz Heitmann, né le 9 mai 1891 à Hambourg-Ochsenwerder et mort le 7 septembre 1953 à Berlin, est un organiste allemand.

## Biographie
Fritz Heitmann apprend à jouer de l'orgue auprès de son père organiste. Ensuite il suit ses études au conservatoire Bernuth de Hambourg, puis en 1909 au conservatoire de Leipzig, auprès de Karl Straube, Max Reger et Josef Pembaur.
Son premier poste d'organiste est en 1912 à la cathédrale de Schleswig. Pendant la Première Guerre mondiale, il sert dans un hôpital de campagne à Namur. En 1918, le Kaiser Guillaume II  le nomme organiste de la Kaiser-Wilhelm-Gedächtniskirche de Berlin. L'année suivante, il devient également organiste à l'Académie de chant de Berlin. Le 1er mai 1932, il est titulaire de l'orgue de la cathédrale luthérienne de Berlin, où il lance la série des vêpres musicales qui se perpétue aujourd'hui. Il fait des tournées de concerts en Europe et aux États-Unis.
À partir de 1923, Heitmann enseigne à l'Académie de musique d'église de Berlin, dont il est nommé professeur en 1925. Plus tard, il enseigne aussi au conservatoire Stern, et à l'École supérieure de musique. En 1923, il fonde l'union des motets de Berlin. Il compte parmi ses élèves Eberhard Wenzel.
Peu avant la fin de la Seconde Guerre mondiale, il est inclus avec un autre organiste à la Gottbegnadeten-Liste établie par Goebbels.
Heitmann est reconnu comme un interprète hors pair de Bach. En 1938, il enregistre pour la Telefunken la Messe allemande pour orgue sur l'orgue Arp-Schnitger du château de Charlottenbourg; en 1950, il joue pour le même label un des premiers enregistrements de L'Art de la fugue de Bach. L'orgue du château de Charlottenbourg ainsi que l'orgue Sauer de la Gedächtniskirche sont détruits par les bombardements alliés en 1943. Cependant, il existe dix enregistrements sur disques de gomme laque de 1929 et 1930 sur lesquels le son de cet orgue joué par Fritz Heitmann a été enregistré.

## Enregistrements
- Die Arp Schnitger-Orgel in der Eosander-Kapelle des Charlottenburger Schlosses – Bach „Dritter Theil der Clavier-Übung“ (= Deutsche Orgelmesse). LP. Teldec.
- Die Sauer-Orgel im Dom zu Berlin – Fritz Heitmann. J. S. Bach, H. Grabner, M. Reger, Rundfunk-Aufnahmen von 1940 und 1944. LP und CD bei Berlin Classics, CD publié en 1995
- „Die Kunst der Fuge (BWV 1080)“, Orgel der Gruftkirche des Berliner Doms. LP. Teldec. (enregistrement daté du 19 mai 1950)